# 博阿維斯塔杜因克拉
28°49′8″S 53°23′13″W / 28.81889°S 53.38694°W
博阿維斯塔杜因克拉（葡萄牙語：Boa Vista do Incra）是巴西的城鎮，位於該國南部，由南里奧格蘭德州負責管轄，面積503平方公里，該鎮處於副熱帶濕潤氣候 。